# Heinrich Mann
Luiz Heinrich Mann (27. března 1871 Lübeck – 12. března 1950 Santa Monica, Kalifornie, USA) byl německý spisovatel, bratr Thomase Manna a strýc několika významných osobností. Leonie, jediná dcera Luize Heinricha Manna, byla provdána za českého spisovatele Ludvíka Aškenazyho.

## Život
Studoval v Berlíně a Mnichově. Roku 1915 napsal pro časopis Die weißen Blätter esej, kde odsoudil válku a postavil se za demokracii (toto vedlo k roztržce mezi ním a jeho bratrem).
Roku 1933 byl vyloučen z Pruské akademie umění a jeho knihy byly nacisty zakázány a ničeny, téhož roku (1933) emigroval do Francie.
V roce 1935 získal československé státní občanství. Domovské právo mu udělilo město Proseč, když ho předtím odmítla radnice Liberce.
Od roku 1940 žil v USA, kde i zemřel. Protože byl československý občan, byly jeho ostatky převezeny z USA do Prahy, a odtud po 10 letech do NDR.
Heinrich Mann byl velice aktivní v antinacistickém hnutí – účastnil se mnoha protinacistických akcí (kongresů, konferencí, atp.).
Roku 1949 byl zvolen prezidentem Akademie umění NDR, ale do Evropy se z USA již nikdy nevrátil.

## Dílo

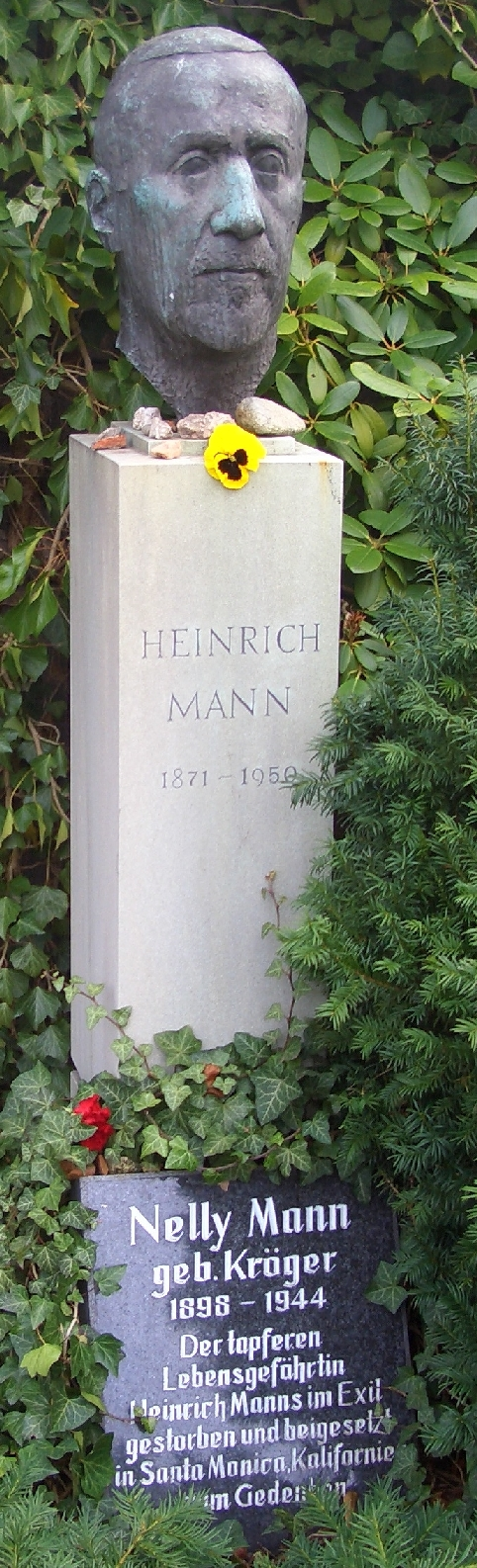
Hrob Heinricha Manna na Dorotheenstadtském hřbitově v Berlíně

Počátky jeho tvorby byly ovlivněny naturalismem, jeho pozdější tvorba byla ovlivněna expresionismem, ke konci života se přiklonil ke kritickému realismu.

### Beletrie
- Haltlos (1891)
- In einer Familie (1894)
- Das Wunderbare und andere Novellen (1897)
- Ein Verbrechen und andere Geschichten (1898)
- V zemi hojnosti (Im Schlaraffenland, 1900)
  - protest proti vztahu (provázanosti s politikou) společnosti k umění
- Bohyně, aneb, Tři romány vévodkyně z Assy (Die Göttinnen oder Die drei Romane der Herzogin von Assy, 1903)
  - trilogie
- Honba za láskou (Die Jagd nach Liebe, 1903)
- Flöten und Dolche (1905)
- Pippo Spano (Pippo Spano, 1905)
- Profesor Neřád (Professor Unrat oder Das Ende eines Tyrannen, též Der Blaue Engel, 1905)
  - zfilmováno pod názvem Modrý anděl
  - román o maloměstském tyranovi, středoškolském profesoru Raatovi – Unratovi
- Stürmische Morgen (1906)
- Mnais und Ginevra (1906)
- Zwischen den Rassen (1907)
- Malé město (Die kleine Stadt, 1909)
- Die Rückkehr vom Hades (1911)
- Chudáci (Die Armen, 1917).
- Poddaný (Der Untertan, 1918)
  - ostře zesměšnil maloměšťáctví, považuje ho za základ přednacistické doby a následného vývoje k nacismu
- Die Ehrgeizige (1920)
- Vereinigte Staaten von Europa (1924)
- Hlava (Der Kopf, 1925)
- Eugénie oder Die Bürgerzeit. 1928.
- Velká věc (Die große Sache, 1930)
- Ein ernstes Leben (1932)
- Der Haß, deutsche Geschichte (1933)
- Mládí krále Jindřicha IV. (Die Jugend des Königs Henri Quatre, 1935)
- Zrání krále Jindřicha IV. (Die Vollendung des Königs Henri Quatre, 1938)
  - historická alegorie nacistického Německa
- Lidice (1942)
  - protest proti nacistickému vyvraždění Lidic, napsán bez znalosti reality, česká emigrace ho přijala nepříznivě, do češtiny dodnes nepřeložen
- Die traurige Geschichte von Friedrich dem Großen. Fragment zu einem aufklärerisch-historischen Dialogroman (1948)
- Der Atem (1949)

### Eseje
- Geist und Tat (1910–18)

### Memoáry
- Ein Zeitalter wird besichtigt (1946)

### Česká vydání
- Novelly (1906)[5]
- Pippo Spano a jiné novelly (1915)[6]
- Hlava (1925)[7][8][9]
- Chudáci (1925)[10]
- Poddaný (1925)[11]
- Neznámý (1931)[12]
- Mládí krále Jindřicha Čtvrtého (1950)[13]

## Fotogalerie

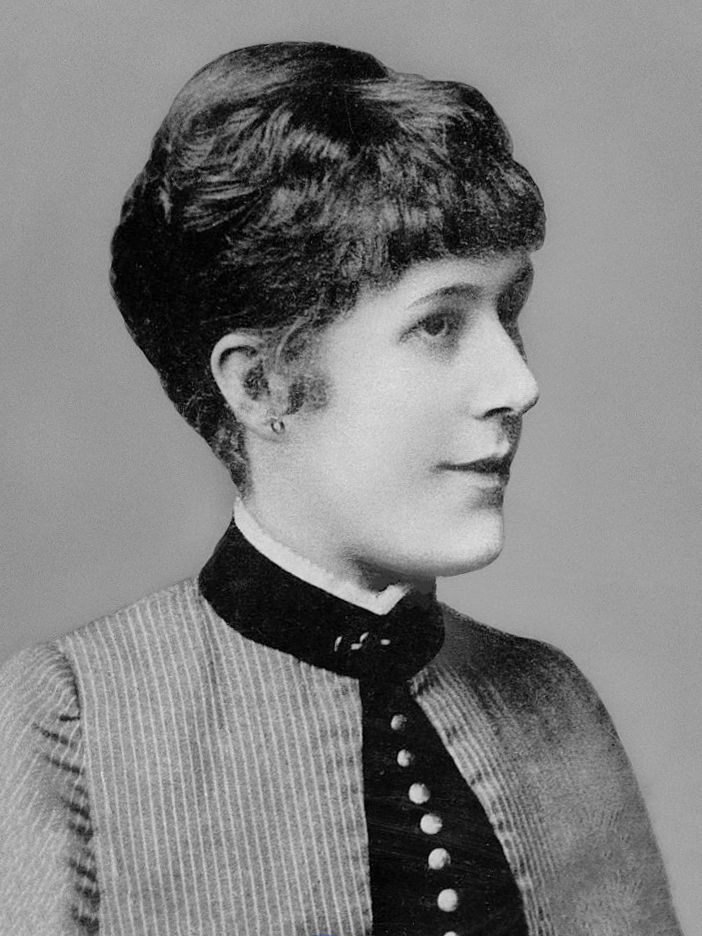
Júlia Mann, roz. da Silva Bruhns, matka bratrů Mannových
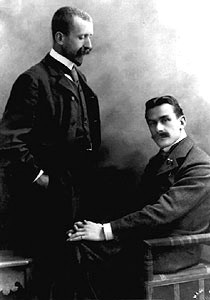
Fotografie bratrů Mannových, Heinrich Mann stojící
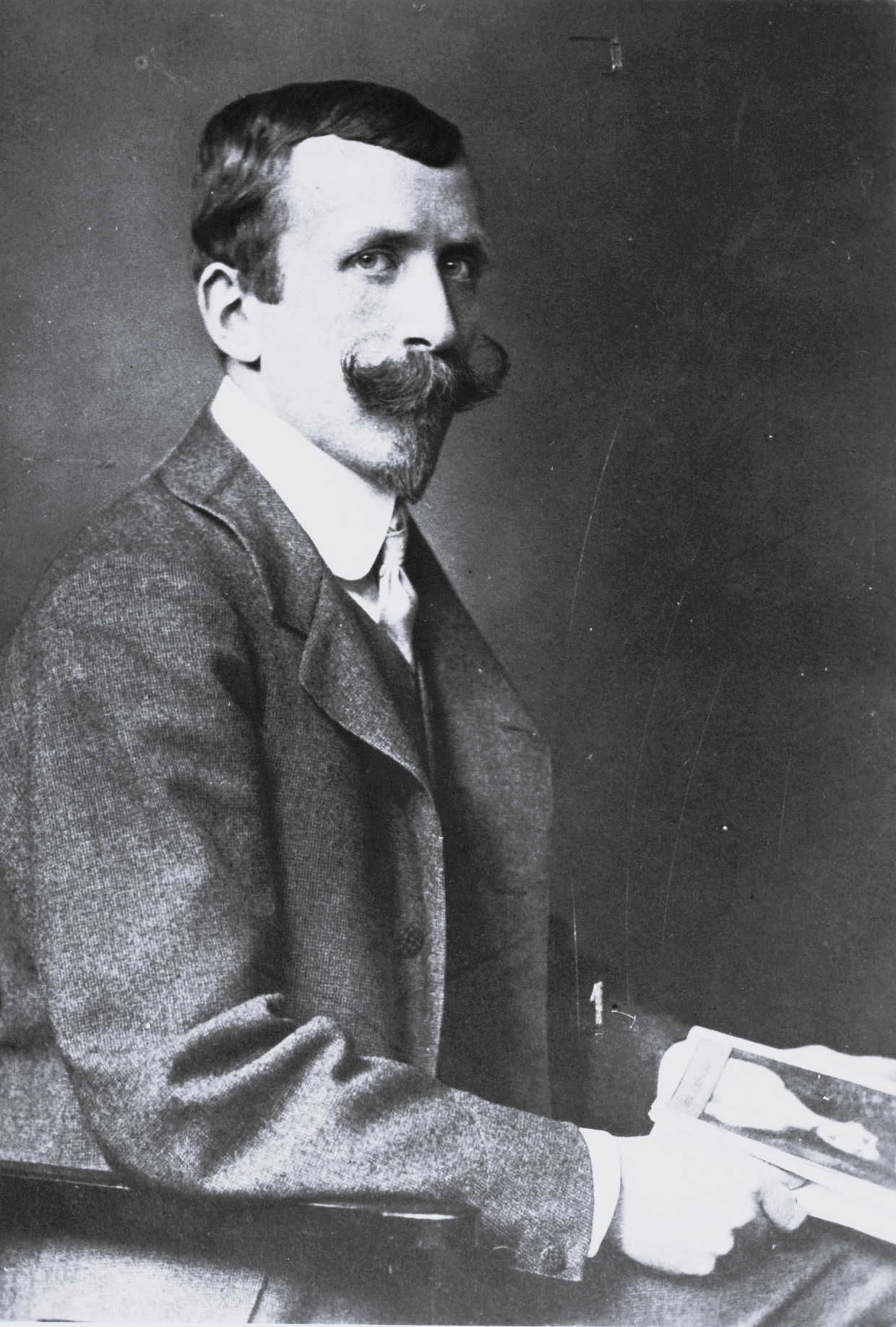
Fotoportrét Heinricha Manna
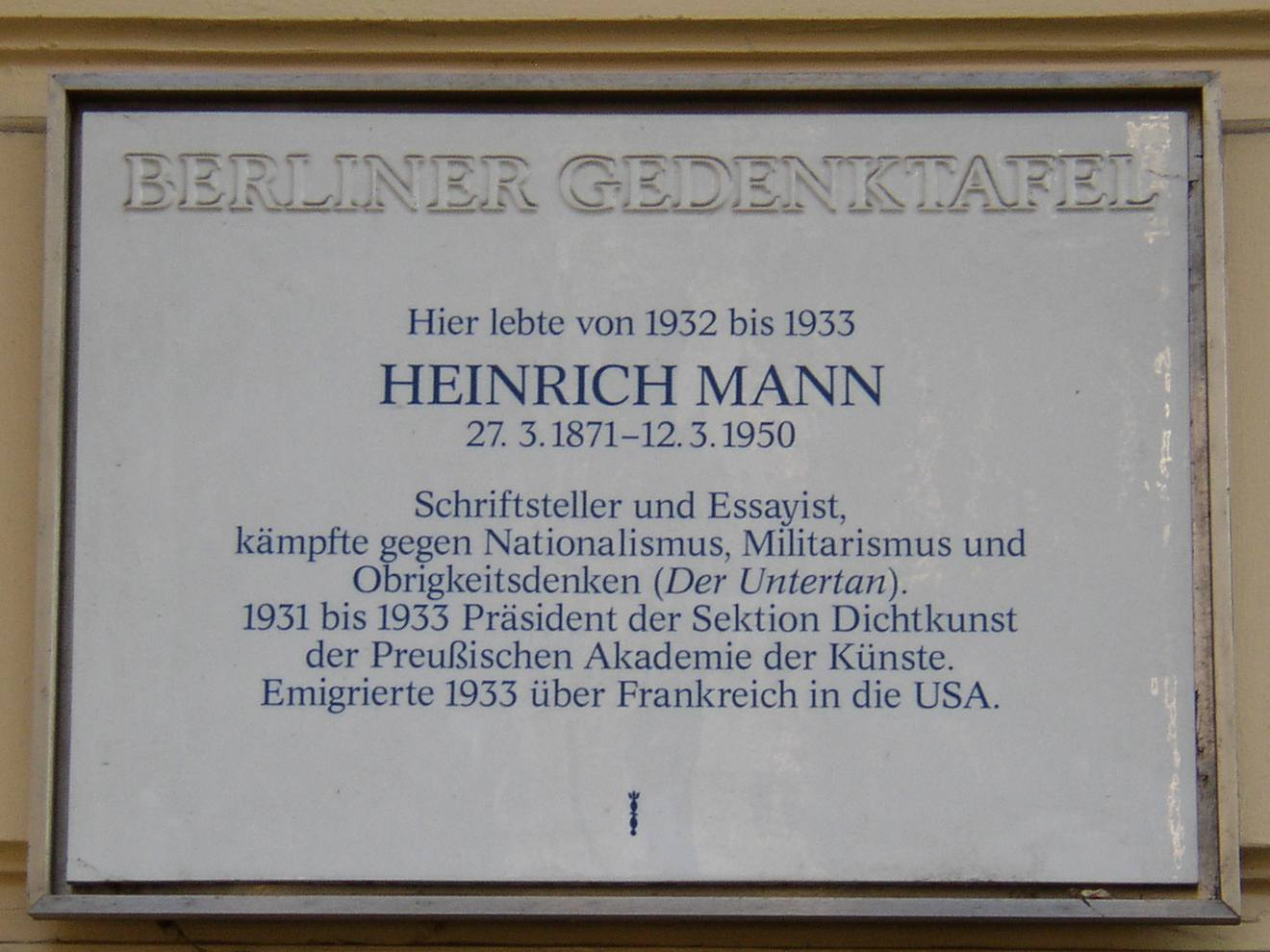
Pamětní deska v Berlíně (Fasanenstraße 61, Berlin-Wilmersdorf)